# ديفيد كولز
ديفيد كولز (بالإنجليزية: David Coles) (15 يونيو 1964 في المملكة المتحدة - ) هو لاعب كرة قدم بريطاني في مركز حراسة المرمى. لعب مع برايتون أند هوف ألبيون وبرمنغهام سيتي ونادي هلسنكي ونيوبورت كونتي ويوفل تاون ونادي مانسفيلد تاون ونادي ألدرشوت وHelsingin Jalkapalloklubi (women) ‏.

## وصلات خارجية
- ديفيد كولز على موقع قاعدة بيانات كرة القدم.إي يو (الإنجليزية)
- ديفيد كولز على موقع عالم كرة القدم.نت (الإنجليزية)